# Municipio de Rose Hill (Minnesota)
El municipio de Rose Hill (en inglés: Rose Hill Township) es un municipio ubicado en el condado de Cottonwood en el estado estadounidense de Minnesota. En el año 2010 tenía una población de 166 habitantes y una densidad poblacional de 1,76 personas por km².

## Geografía
El municipio de Rose Hill se encuentra ubicado en las coordenadas 43°58′50″N 95°24′12″O / 43.98056, -95.40333. Según la Oficina del Censo de los Estados Unidos, el municipio tiene una superficie total de 94.49 km², de la cual 92,56 km² corresponden a tierra firme y (2,05 %) 1,93 km² es agua.

## Demografía
Según el censo de 2010, había 166 personas residiendo en el municipio de Rose Hill. La densidad de población era de 1,76 hab./km². De los 166 habitantes, el municipio de Rose Hill estaba compuesto por el 96,99 % blancos, el 2,41 % eran asiáticos y el 0,6 % eran de una mezcla de razas. Del total de la población el 0 % eran hispanos o latinos de cualquier raza.